# Jul (sång)

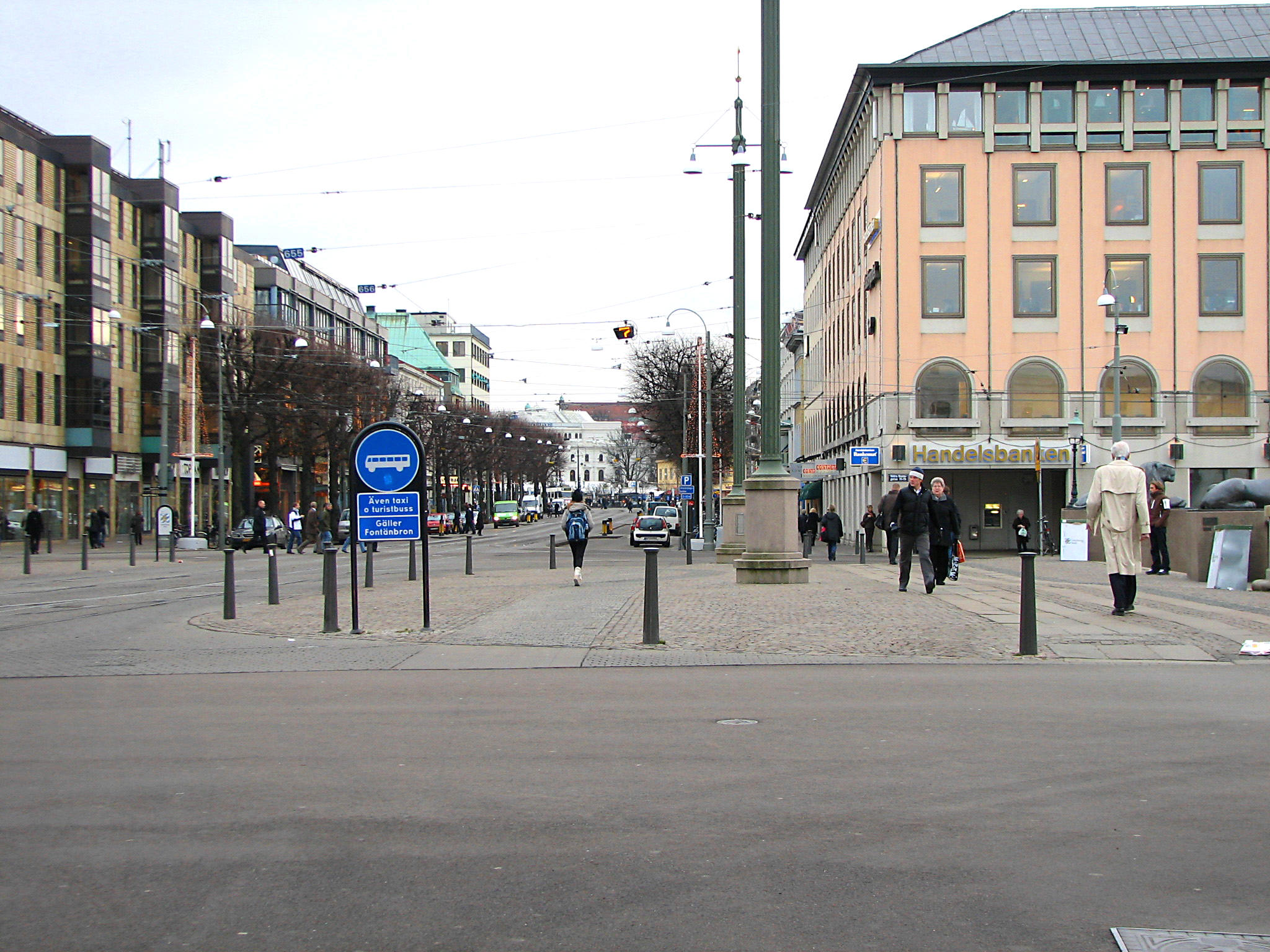
Brunnsparken, Göteborg.

Jul är en julsång skriven av Ralf Peeker (tidigare sångare i rockgruppen Snowstorm) och inspelad av honom som soloartist och släppt på singel 1983 med Mirabelle som B-sida. 1989 spelades låten in av det svenska dansbandet Thorleifs, och släpptes på singel med A Morning at Cornwall som B-sida på skivmärket Doreme.
Sångens tema skiljer sig från julsånger, som "Raska fötter" och "Tomtarnas julnatt". Sången "Jul" handlar om julen utifrån de hemlösas perspektiv i Brunnsparken, Göteborg i en tid då julen alltmer präglas av kommersialism, och kan även kännas igen genom refrängens inledning men det är någon i Brunnsparken som gråter. Sången refererar även till dikten "Tomten" av Viktor Rydberg, samt till jul-TV-programmet "Kalle Anka och hans vänner önskar God Jul".
Ralph Peeker Band: 
Sång och gitarr - Ralph Peeker
Gitarr: Sten G
Trummor: Benny Wiberg
Keyboards: Sune Jeansson
Bas: Claes Sjöberg

Vid inspelningen medverkade också Iréne Andersson (numera Peeker), kör, samt Jonas Lundberg, Piano, Kör.